# Battaglia di Clontarf
La battaglia di Clontarf (Cath Chluain Tarbh in lingua gaelica) fu combattuta il 23 aprile (venerdì santo) del 1014 in Irlanda tra le forze del re supremo irlandese Brian Boru e quelle guidate dal re del Leinster, Máelmorda mac Murchada, e da Brodir dell'isola di Man (composte in gran parte da mercenari e da vichinghi di Dublino e delle isole Orcadi). Le truppe di Máelmorda mac Murchada furono sconfitte e da quel momento ci fu una forte riduzione del controllo vichingo sull'isola, dove non fecero più razzie e si limitarono alle attività di pesca e di commercio. Brian Boru trovò la morte in questa battaglia, ucciso da alcuni norreni che attaccarono la sua tenda, dove egli si trovava a pregare. Dopo questo scontro, l'Irlanda tornò a essere una terra divisa tra molti piccoli regni separati.
La battaglia di Clontarf, ricordata sia nelle saghe irlandesi sia nelle saghe vichinghi, è celebrata in Irlanda come un evento formante nella coscienza nazionale e Re Brian come un eroe riuscito a liberare la madrepatria dagli invasori stranieri.

## Antefatto
Brian Boru (Brian mac Cennétig) regnò su gran parte dell'Irlanda dal 1002, anche se l'isola continuava a essere ampiamente divisa e il titolo di "Sovrano supremo" era più che altro cerimoniale. Brian tentò di cambiare questo stato di cose, unendo per un certo periodo l'isola sotto il suo scettro, provocando, nel 1012, la ribellione di Máelmorda mac Murchada, re del Leinster. Brian tentò di vanificare l'azione del rivale sposando Gormlaith, sorella di Máelmorda e madre di Sigtrygg Barba di Seta, leader dei vichinghi di Dublino, a cui diede in sposa sua figlia. Alla fine però, anche su istigazione di Gormlaith, nel 1013 Máelmorda e Sigtrygg decisero per la guerra. A loro si unirono molti clan irlandesi, nemici di Brian che, per tutta risposta, imprigionò Gormlaith e fece una serie di raid attorno a Dublino. Gormlaith riuscì a far giungere una richiesta di aiuto a Sigurd il Forte, il conte (Jarl in norvegese) vichingo delle isole Orcadi. Costui accettò, chiamando a sua volta in aiuto Brodir dell'isola di Man. Ad entrambi, venne promesso da Sigtrygg il trono di Brian cosicché sia Sigurd sia Brodir pianificarono di uccidere l'altro dopo la battaglia finale, mentre Sigtrygg si impegnava a costruire delle alleanze che gli avrebbero permesso almeno di mantenere il suo potere su Dublino. Nel 1014, l'esercito di Brian giunse davanti alle mura di Dublino e pose lì l'accampamento ma subì la defezione degli irlandesi di Meath, comandati dall'ex re supremo Máel Sechnaill mac Domnaill che rifiutò di prendere parte alla battaglia. Lo scontro avvenne a Clontarf, villaggio a un miglio a nord di Dublino, dove i vichinghi erano sbarcati nell'intento di cogliere di sorpresa le truppe di Brian.

## Gli schieramenti
L'esercito vichingo era composto da cinque divisioni in campo, mentre Sigtrygg e 1000 uomini restarono dentro la città. Il figlio di Sigtrygg era invece in campo al comando di altri 1000 dublinesi. Máelmorda comandava invece altre due divisioni di 3000 uomini del Leinster (più numerosi ma peggio armati rispetto ai vichinghi). Sigurd e i suoi 1000 vichinghi delle Orcadi erano al centro, mentre gli oltre 1000 guerrieri di Brodir erano alla loro destra, sulle spiagge di Clontarf.
L'armata di Brian era disposta in modo simile. Sulla destra (a fronteggiare il fianco sinistro nemico) c'erano 1000 mercenari stranieri, anche vichinghi. C'erano poi 1500 uomini dei clan del Connacht, guidati dai loro re, 2000 guerrieri del Munster, guidati dal figlio di Brian, Murchad, da 1400 Dal Caissans, guidati dal figlio quindicenne di Murchad, Tordhelbach, e dal fratello di Brian, Cuduiligh. Lontano dallo schieramento, come spettatori, i 1500 uomini di Máel Sechnaill.

## La battaglia
Le fonti dell'epoca non ci forniscono informazioni sull'ordine dei due schieramenti ed i nomi riportati sono solo quelli dei capi caduti sul campo. Gli "Annali di Inisfallen" e gli "Annali dell'Ulster" riferiscono la morte di Brian, del figlio Murchad, oltre al nipote Conaing, Domnall mac Diarmata di Corcu Baiscind (Contea di Clare), Mac Bethad mac Muiredaig di Ciarraige Luachra (Contea di Kerry), Mael Ruanaidh Ua hEidhin di Uí Fiachrach Aidhne e Tadhg Ua Cellaigh di Uí Maine (nel sud del Connacht). Fu presente anche Tordelbach, figlio di Murchad e nipote di Brian, che comandò un contingente di 1000 uomini sebbene avesse solo 15 anni e che come il padre ed il nonno perse la vita nella battaglia.
Dopo una serie di provocazioni, i due schieramenti si scontrarono. All'inizio la situazione sembrò volgere a favore dei vichinghi per la superiorità del loro armamento pesante, ben presto l'esercito di Brian riuscì a far volgere la battaglia a proprio favore, mettendo in rotta il nemico.
Ci sono molte leggende riguardo a come Brian venne ucciso, dalla morte in un eroico combattimento uomo a uomo all'essere ucciso da Brodir mentre pregava nella sua tenda a Clontarf. Dopo la sua morte, il suo corpo fu portato a Swords presso Dublino per essere vegliato e poi a Armagh per la sepoltura. La sua tomba si dice che sia nella parete nord della Cattedrale di St. Patrick, nella città di Armagh.

Secondo le fonti vichinghe, Brodir fu infine catturato e ucciso in modo brutale da Wolf il Rissoso, fratello di Brian.

## Conseguenze
Dopo questa sanguinosa battaglia (circa 6000 morti vichinghi e tra i 1600 e i 4000 irlandesi, tra cui re Brian e la maggior parte dei suoi figli), l'Irlanda si trovò sia senza un leader sia con una potenza vichinga ormai spezzata. Ciò portò al rapido riemergere delle divisioni tra regni e delle lotte tra clan.
Il vincitore morale della battaglia fu però Sigtrygg, che aveva assistito alla battaglia con Gormlaith dalle mura di Dublino, riuscì a mantenere il potere sulla sua città fino alla morte (1042).

## Impatto mediatico

### Fiction
Una rappresentazione fantasy di questa battaglia si ha ne Il crepuscolo dei Dio grigio, romanzo breve scritto da Robert E. Howard agli inizi del XX secolo. Sempre lui scrisse un'altra storia d'avventura su questo episodio, dal titolo Lance di Clontarf.
Altre rappresentazioni di questa battaglia si hanno: 
1. nel romanzo Il leone d'Irlanda, scritto da Morgan Llewellyn
2. nel romanzo I principi d'Irlanda, scritto da Edward Rutherfurd
3. nel romanzo Il vichingo, scritto da Tim Severin

Di questa battaglia si parla anche in Star Trek: Deep Space Nine, nell'episodio Il sindacato della Quarta stagione.

### Musica
La descrizione di questa battaglia è anche il motivo centrale dell'album Cluain Tarbh dei Mael Mórdha, band gaelica di doom metal.

### Fonti primarie
- Annali di Inisfallen
- Annali dell'Ulster
- Brjáns saga
- Cogad Gáedel re Gallaib
- Njáls saga

### Studi
- Duffy S (2013), Brian Boru and the Battle of Clontarf, Dublino, Gill & Macmillan, ISBN 9780717157785.
- Hudson BT (2005), Viking Pirates and Christian Princes : Dynasty, Religion, and Empire in the North Atlantic, Oxford University Press, ISBN 978-0-19-516237-0.
- McGettigan Darren (2013), The Battle of Clontarf : Good Friday 1014, Dublino, Four Courts Press, ISBN 9781846823848.
- Clarke NB, Mhaonaigh MN [e] Floinn RO (1998), Ireland and Scandinavia in the Early Viking Age, Four Courts Press.
- Elena Percivaldi, Clontarf, 1014: l'ultima impresa di Brian Boru, in "Storie di Guerre e Guerrieri" n. 15 / 2017, pp. 8–15 (con spiegazioni delle fasi della battaglia).